# حرفه‌ای (مجموعه نمایش خانگی)
حرفه‌ای یک مجموعهٔ نمایشی ایرانی به کارگردانی مصطفی تقی‌زاده و به تهیه‌کنندگی سعید خانی محصول سال ۱۴۰۰ است که به صورت اختصاصی در شبکهٔ نمایش خانگی نماوا پخش می‌شد. تصویربرداری این مجموعه از اسفند ۱۳۹۹ آغاز شد و عمده روزهای تصویربرداری آن در روزهای دنیاگیری کووید-۱۹ ادامه یافت. در اردیبهشت ۱۴۰۰ به دلیل شیوع بیماری کووید ۱۹ ضبط این مجموعه برای چند هفته متوقف شد.

## خلاصهٔ داستان
پول هنگفتی در میان است. برای از بین بردن موانع و رسیدن به این ثروت، نقشهٔ بی‌نقصی لازم است. نقشه‌ای ناب و پیچیده که اجرای آن نیاز به یک آدمکش حرفه‌ای دارد. احتمالاً او باهوش‌ترین و بی‌رحم‌ترین است و …

## بازیگران
- سارا بهرامی
- سیروان خسروی
- ماهور الوند
- زانیار خسروی
- علی مصفا
- علیرضا ثانی‌فر
- بهاره کیان‌افشار
- مرتضی تقی‌زاده
- مزدک میرعابدینی
- امیرمحمد زند
- بهناز جعفری
- المیرا دهقانی
- مسعود دلخواه
- اسما رمضانی
- آرشام جهان‌پناه
- سجاد دیرمینا
- پوریا احمدی
- نوشین تبریزی
- مجید رحمتی